# Производња антибиотика
Производња антибиотика подразумева групу поступака и техника којима се производе антибиотици у фармацеутској индустрији. Од открића пеницилина и пионирских истраживања Флорија и Чејна, производња антибиотика је добила важно место и од тада знатно усавршена.

## Идентификовање корисних антибиотика
Као и у сваком производном процесу, производњи претходи пажљив одабир производа. Од огромног броја познатих микроорганизама који луче агенсе који адверзно утичу на неке бактеријске врсте, тек је веома мали број (мање од 1%) применљив код човека. Сваки антибиотик мора да задовољи извесне критеријуме пре него што може да уђе у производњу. Примарно је да антибиотик одликује селективна токсичност, односно да уништава или успорава раст бактерија на начин који не утиче негативно на домаћина. Такође, сваки антибиотик мора да има довољно стабилну структуру да може да у организму остане у активном облику довољно дуго да делује на бактерије.
Како су антибиотици секундарни метаболити неких микроорганизама, у првом реду гљивица, најчешћи прилаз овом првом проблему је култивисање јако великог броја микроорганизама, и тестирање утицаја метаболита које ослобађају на експерименталне узорке опортуних бактерија. Већ у овом ступњу велики број њих отпада. Они који покажу задовољавајуће дејство, улазе у следећи ступањ: тестирање терапеутских ефеката и токсичности. Најповољнији кандидати улазе у даље испитивање, где њихова структура бива пажљиво проучена и евентуално хемијски модификована за остварење даљих повољних особина.
Овај традиционални приступ је у последње време добио и још увек поприлично неразвијену алтернативу. Тај нов поступак има суштински обрнут смер од традиционалног: након идентификације специфичног пожељног механизма у борби против бактерија, прилази се проналажењу агенса који би поседовао таква својства. Овај приступ је имао успеха у неким пољима али је, кад је реч о антибиотицима, још увек у апсолутном зачећу. Вероватно је да ће се потпуно синтетски антибиотици (којих је данас изузетно мало) будућности дизајнирати на овај начин.

## Поступак индустријске производње
Антибиотици се на индустријском нивоу производе у процесу ферментације. У велике резервоаре од неколико хекталитара испуњене медијумима раста (смеша хемикалија које чине такозвану подлогу где је могућ развитак и размножавање микроорганизама) додаје се изабран микроорганизам. Веома је важно да се у овим резервоарима константно одржавају оптимални услови који фаворизују развитак изабраног соја. Концентрације хранљивих материја и кисеоника, температура и  се стално контролишу и подешавају. Узевши у обзир како су антибиотици секундарни метаболити потребно је пажљиво контролисати и величину популације да би се обезбедио максималан принос пре одумирања ћелија. Након што је процес ферментације завршен, приступа се изоловању антибиотика из раствора. Ово је знатно лакше уколико је антибиотик растворан у органском растварачу, у супротном, потребно је применити сложеније поступке јонске размене или адсорбције. Антибиотик је затим потребно пречистити, уколико је то планирано - хемијски модификовати, и коначно кристализовати.

## Сојеви коришћени у производњи
У производњи антибиотика ретко се користе дивљи сојеви. Наиме, како је циљ да се у једном процесу добије што већи принос антибиотика, често се сој генетички модификује и у неколико генерација, што обезбеђује да се принос умножи и до 20 пута. Мутације се добијају утицајем ултраљубиластих зрака, рендгенског зрачења или дејством извесних хемикалија. Некад се приступа и суптилнијој генетичкој модификацији, амплификацијом гена који одређује производњу антибиотика. Свака модификација се пажљиво прати, врши се вештачка селекција и за следећу генерацију се остављају само они сојеви са највећим приносом